# Diocese de Apatzingán
A Diocese de Apatzingán (em latim: Dioecesis Apatzinganiensis) é uma diocese da Igreja Católica localizada no município de Apatzingán, no estado de Michoacán, pertencente a Arquidiocese de Morelia no México. Foi fundada em 30 de abril de 1962 pelo Papa João XXIII. Com uma população católica de 403.000 habitantes, sendo 92,2% da população total, possui 29 paróquias com dados de 2021.

## História
Em 30 de abril de 1962 o Papa João XXIII cria a Diocese de Apatzingán através dos territórios da Diocese de Colima e da Diocese de Tacámbaro. Em 1985 a Diocese de Apatzingán juntamente com a Diocese de Ciudad Altamirano perdem território para a formação da Diocese de Ciudad Lázaro Cárdenas.

## Lista de bispos
A seguir uma lista de bispos desde a criação da diocese em 1962.
|        | Nome                            | Período      | Notas                   |
| Bispos | Bispos                          | Bispos       | Bispos                  |
| ------ | ------------------------------- | ------------ | ----------------------- |
| 4º     | Cristóbal Ascencio García       | 2014 - atual |                         |
| 3º     | Miguel Patiño Velázquez, M.S.F. | 1981 - 2014  |                         |
| 2º     | José Fernández Arteaga          | 1974 - 1980  | Nomeado bispo de Colima |
| 1º     | Victorino Alvarez Tena          | 1962 - 1974  | Nomeado bispo de Celaya |